# Divisió de Sitapur
La divisió de Sitapur fou una entitat administrativa de la província d'Oudh formada per tres districtes: Sitapur, Hardoi, Kheri. Va existir entre 1858 i 1901. La capital era Sitapur. La superfície era de 19.567 habitants i tenia 21 ciutats i 5.824 pobles amb una població total el 1881 de 2.777.803 habitants dels quals el 87,5% eren hindús i el 12,3% musulmans. Les ciutats principals eren Shahabad, Sandila, Khairabad, Bilgram, Malawan, Laharpur i Hardoi.